# Södra Unnaryds landskommun
Södra Unnaryds landskommun var en tidigare kommun i Jönköpings län.

## Administrativ historik
Den 1 januari 1863 började kommunalförordningarna gälla och då inrättades cirka 2 500 kommuner (städer, köpingar och landskommuner), tillsammans täckande hela landets yta.
I Södra Unnaryds socken i Västbo härad i Småland inrättades då denna kommun. Landskommunen uppgick 1952 i Unnaryds landskommun där sedan denna del 1974 uppgick i Hylte kommun och samtidigt bytte länstillhörighet till Hallands län.

## Politik

### Mandatfördelning i Södra Unnaryds landskommun 1938-1946
| 4 | 6 | 10 |

| 20 |

| 5 | 1 | 11 | 3 |

| 20 |

| 4 | 3 | 11 | 2 |

| 20 |